# Polygyriscus virginianus
Polygyriscus virginianus är en snäckart som först beskrevs av P. R. Burch 1947.  Polygyriscus virginianus ingår i släktet Polygyriscus och familjen Helicodiscidae. IUCN kategoriserar arten globalt som otillräckligt studerad. Inga underarter finns listade i Catalogue of Life.